# Philip Francis
Philip Francis (Dublino, 1740 – Londra, 1818) è stato un politico irlandese.
Fu membro della camera dei Comuni dal 1780 al 1798 e dal 1802 al 1807, svolgendo una notevole attività liberale. Fondò infatti la società filofrancese Friends of the People e si schierò contro Warren Hastings. Secondo John Taylor fu l'autore delle Lettere di Junius.